# Fosfat d'urea
El fosfat d'urea, en anglès: Urea phosphate, és un compost orgànic compost per carboni, hidrogen, nitrogen, oxigen i fòsfor. La seva fórmula química és CO(NH₂)₂·H₃PO₄. Es fabrica fent reaccionar urea amb àcid fosfòric.
De vegades es fa servir com a fertilitzant, principalment en la fertirrigació, la seva composició en elements NPK és 17-44-0. És soluble en aigua i produeix una dissolució fortament àcida. El fosfat d'urea de vegades es mescla amb nitrat de calci i nitrat de magnesi per produir formulacions solubles en aigua com 5-5-15, 13-2-20 i 13-2-13. L'acidesa del fosfat d'urea permet al calci, magnesi i fòsfor coexistir en la solució. Sota condicions menys àcides aquests elements precipitarien en forma de fosfats de calci i de magnesi. Sovint es fa servir el fosfat d'urea per netejar les canonades en els sistemes de reg gota a gota.
És un producte corrossiu i la seva inhalació pot irritar les membranes mucoses i el tracte respiratori.